# Acupuntura veterinária

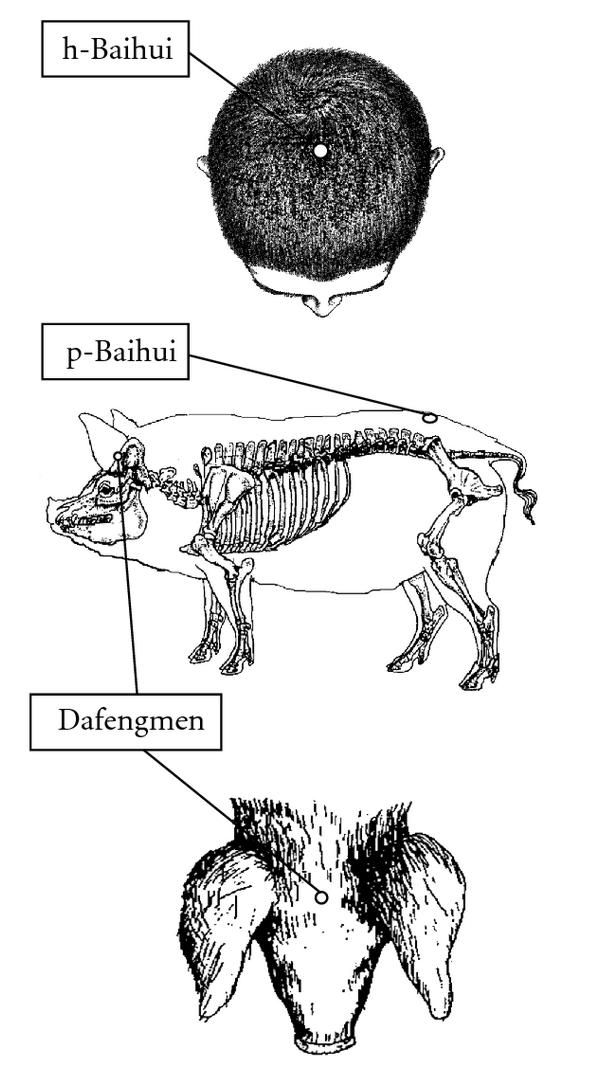
Pontos de acupuntura em suínos e um ponto equivalente em humanos.

A acupuntura veterinária é a prática pseudocientífica da aplicação das técnicas da acupuntura e moxabustão à medicina veterinária. É uma forma de medicina tradicional chinesa aplicada a animais. Estudos clínicos de qualidade sobre a eficácia da acupuntura veterinária apresentam consistentemente resultados negativos.
A prática desta terapia consiste na inserção de tipos especiais de agulhas em locais precisos do corpo. Praticantes alegam que isto traria a introdução, mobilização,  circulação e desbloqueio do "chi", uma suposta "energia", além da retirada das chamadas "energias turvas" ou "perversas" - (Xie Qi), promovendo a harmonização, o fortalecimento dos órgãos, vísceras e do corpo, com o intuito de prevenir ou tratar doenças.

## Mecanismos de ação / possibilidades de interpretação
Assim como as demais aplicações da medicina tradicional chinesa no ocidente, a acupuntura veterinária tem sido estudada do ponto de vista médico-científico, tendo efeito majoritariamente não diferente do placebo, com potencial eficácia em alguns tipos de dor crônica.
Praticantes tradicionalmente justificam o suposto mecanismo de ação da acupuntura com base em princípios da medicina tradicional chinesa, como a "teoria do yin-yang" e a classificação dos órgãos e vísceras nas categorias Zang - Fu.
Os animais, nesta concepção, possuiriam canais de energia, que são chamados de meridianos (经络 - Jīng Luò), semelhantes aos seres humanos. Esses canais de energia se conectariam aos órgãos internos, músculos, articulações, sistema nervoso, e também estão conectados entre si, fazendo uma rede em todo o organismo. Os pontos de acupuntura, (穴位) encontrados sobre os canais de energia, são áreas da pele das quais podemos afetar e alterar o fluxo de Qi ("氣"). Quando um animal está doente, existiria um desequilíbrio ou interferência no fluxo de Qi. O acupunturista veterinário através da inserção de agulhas manipularia o Qi do animal, estimulando específicos pontos de acupuntura, que melhorariam o fluxo energético e diminuiriam o bloqueio, e, ou desequilíbrio.
Felix Mann, considera que os pontos indianos dos chakras e nadir tem uma similar correspondência com os pontos de acupuntura e, inclusive, apresenta uma compilação realizada pelo diretor do Museu Nacional do Ceilão, Sr Deraniyagala, dos pontos (nila) em que o mahout, o condutor de elefantes da Índia, provoca várias respostas específicas do animal que conduz  aguilhoando-o com vara aguçada, levantado a hipótese de possível correspondência destes com os nadis.
A técnica de inserção de agulhas em pontos específicos como método terapêutico é baseado na concepção tradicional, já bastante divulgada no ocidente de normalização de substância fundamental chamada de Qi, produzindo o fator intrínseco que traduz a resistência à doença, (Zheng Qi). A acupuntura atua harmonizando a energia vital ou Qi.
Ao fazer isso, supõe-se, estabelecendo um paralelo com os conhecimentos científicos desenvolvidos no ocidente, que a inserção de agulhas em pontos específicos produz um estímulo no sistema imunológico que auxiliará na homeostasia e na capacidade de auto-cura do organismo. Tal estimulação da acupuntura também faz com que o organismo libere endorfinas e outros hormônios, ao mesmo tempo há uma diminuição das inflamações sejam elas internas ou externas.
Os modelos de experimentação com animais constituem-se como uma via de mão dupla, tanto úteis para aplicação humana como são potencialmente úteis para terapêutica veterinária. No tratamento da dor inflamatória crônica, por exemplo, o modelo de produção e controle da dor inflamatória persistente em ratos é considerado um modelo animal ideal para investigar o efeito e mecanismos de acupuntura na dor inflamatória e tem produzido dados com potencial relevância clínica.

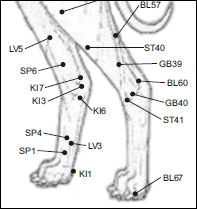
Pontos de acupuntura dos membros posteriores de um cão

## História
A referência escrita mais antiga em relação a acupuntura e medicina chinesa é o Huang Di Nei-jing, uma compilação feita ao longo do tempo por diversos autores da antiguidade, iniciada por volta do século II a.C. no período da Dinastia Han.
A acupuntura veterinária é uma técnica utilizada na China há mais de 2.000 anos, desde a Dinastia Chou. Os chineses praticavam a acupuntura ocasionalmente em seus animais, principalmente em cavalos, muito importantes tanto para a agricultura quanto para a guerra. Posteriormente, passaram esses conhecimentos para prática em outros animais e finalmente, em cães, gatos e aves.
Segundo Schoen  a acupuntura veterinária tem sido utilizada por milhares de a nos na China. Uma das mais antigas referência específicas à acupuntura veterinária é o Bai-le Zhen Jing ou Tratado (Cânon) da acupuntura veterinária de Bai-le, supostamente escrito no período Zhou, aproximadamente 659 a 621 a.C. por Sun-Yang vulgo Bai-le. Registros mais recentes identificam sua presença durante a dinastia Jin (136-265)  indicando, logicamente, sua persistência durante a dinastia Han (206 a.C – 220) apesar da aparente ausência de registro nos referidos cânones dessa época.
Nos Estados Unidos da América do Norte em uma reunião realizada em 11 de janeiro de 2014 a American Veterinary Medical Association (AVMA) uma instituição fundada em 1863, aprovou a admissão da Academia Americana de Acupuntura Veterinária (AAVA) como constituinte integrante da associação. A acupuntura veterinária é praticada neste país desde a década de setenta.
A prática no Brasil é recente e seu primeiro registro oficial data de 1981 e descreve o uso da eletroacupuntura analgésica em cirurgias abdominais em cães. Mas antes disso, em 1978, o Professor Paulo Iamaguti da FMVZ, UNESP, Botucatu já utilizava a técnica em partos distócicos e cirurgias de piometra em cadelas. Um dos principais incentivadores do estudo da AP veterinária no Brasil foi o Dr Marcio Bernstein, formado em medicina tradicional chinesa de seres humanos nos EUA e primeiro sul americano a se especializar em Acupuntura Veterinária pelo IVAS ( international Veterinary Acupuncture Society ) que trouxe material para o Brasil e deu a primeira aula de acupuntura na universidade federal rural do rio de janeiro, em janeiro de 1990, junto com o Professor Tetsuo Inada. Nesse período, a escassez de literatura fazia com que o “Mestre Tetsuo” ensinasse por transposição, utilizando mapas para humanos. O Dr Marcio Bernstein foi o primeiro veterinario brasileiro a utilizar os mapas chineses de animais antigos. Nessa época, muitos veterinários iniciaram a prática clínica da acupuntura em animais, contribuindo quase que anonimamente para sua difusão.
O I Simpósio Brasileiro de Acupuntura Veterinária no Brasil se realizou em 1994, com a vinda do Prof Oswald Kothbauer da Faculdade de Veterinária, da Universidade de Viena, Áustria e Prof Wang Qing Lan, Vice-Reitor da Faculdade de Veterinária, da Universidade de Beijing, China, apoiada pela CAPES.